# Hodov
Hodov är en ort i Tjeckien.   Den ligger i regionen Vysočina, i den centrala delen av landet, 140 km sydost om huvudstaden Prag. Hodov ligger 504 meter över havet och antalet invånare är 295.
Terrängen runt Hodov är platt. Runt Hodov är det ganska glesbefolkat, med 39 invånare per kvadratkilometer. Närmaste större samhälle är Třebíč, 11,5 km sydväst om Hodov. Trakten runt Hodov består till största delen av jordbruksmark.